# عبد الله الناصر
عبد الله الناصر ، حكم كرة قدم سعودي دولي سابق.
و قد حكم في كأس الخليج 1986 ، و قد أدار مباراة منتخب البحرين لكرة القدم و منتخب العراق لكرة القدم في 22 مارس 1986 ، و قد حكم في كأس الخليج 1988 ، و قد أدار مباراة منتخب الإمارات لكرة القدم و منتخب البحرين لكرة القدم في 3 مارس 1988.
تم الإعلان عن اقالته من منصبه كرئيس لجنة الحكام وذلك على خلفية الإشكاليات الإدارية التي ظهرت على السطح خلال الفترة الأخيرة في الرياض.